# 児島浩次郎
児嶋 浩次郎（こじま こうじろう、1965年12月15日 - ）は日本の俳優、司会者。東京都出身。血液型はA型。愛称は「コジコジ」。

## 来歴
趣味は、映画鑑賞、インターネットオークション、スキー、サッカー、ボクシング、格闘技観戦。特技は、早口言葉。また芸能活動以外にも、QVCジャパンなど通販番組では商品アドバイザーとしても活躍している。

## 主な出演作品

### 舞台
- オイディプス　（1986年）

### テレビ
- ポシュレD深夜店　（日本テレビ）
- ラジかるッ　（日本テレビ）
- 伊東家の食卓　（日本テレビ）
- ジャスト　（TBS）
- サンデーテレショップ　（テレビ東京）

### CM
- ファンタ　（ファンタ学園「3年D組 激安先生」）